# Мани
 Тази статия е за иранския проповедник.  За областта в Гърция вижте Мани (област).  За френския поет вижте Оливие дьо Мани.
Манес пренасочва насам.  За чешкия художник вижте Йозеф Манес.
Мани е ирански проповедник, основател на манихейството.
Самият Мани отбелязва датата и мястото на своето раждане – той твърди, че е роден в Мардину край Ктезифон, по горното течение на река Кута през 527 г. от ерата на вавилонските астрономи, четири години след като на трона встъпва цар Адхарбан, последния владетел от династията на Аршакидите. Това съответства на 216 г.
Мани израства в юдео-християнска, като по думите му през 228 година получава откровение, според което самият той е обещаният от Иисус Христос Утешител и печат на пророците. Последовател на апостол Павел, той отхвърля запазените в християнството остатъци от юдаизма, обявявайки се за неговото универсализиране. Той извършва мащабна мисионерска дейност, пътувайки между Сирия, Кавказ и Индия, утвърждавайки манихейството сред дотогавашните християнски общности в този регион.